# Léon Foucault

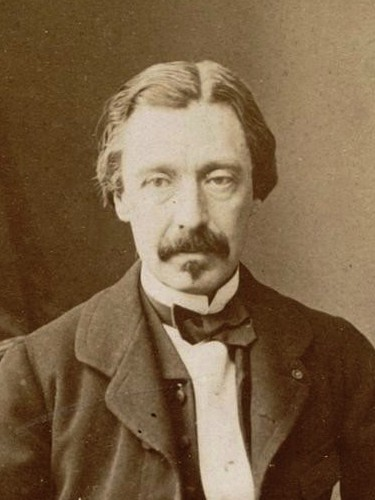
Léon Foucault

Jean Bernard Léon Foucault (* 18. September 1819 in Paris; † 11. Februar 1868 ebenda) war ein französischer Physiker.

## Leben
Léon Foucault wurde am 18. September 1819 als Sohn eines Verlegers in Paris geboren und besuchte dort von 1829 an das Collège Stanislas. Seine Ausbildung erhielt er von einem Privatlehrer, da ihm mangels Fleißes und guten Betragens nahegelegt worden war, die Schule zu verlassen. Er begann ein Medizinstudium, musste aber auch dieses abbrechen, da er den Ekel beim Sezieren nicht überwinden konnte. Durch den Einfluss des gleichaltrigen Physikers Hippolyte Fizeau (1819–1896) fand er Interesse an und Zugang zur Physik und Astronomie. Ohne Universitätsstudium widmete er sich der Physik und eignete sich autodidaktisch umfassende Kenntnisse und Fähigkeiten an.
In den 1840er Jahren trug er zur wissenschaftlichen Fachzeitschrift Comptes rendus de l’Académie des sciences die Beschreibung eines elektromagnetischen Regulators für die elektrische Bogenlampe bei und veröffentlichte zusammen mit Henri Victor Regnault eine Arbeit über binokulares Sehen. Weiterhin gelang es ihm 1845, die erste brauchbare Daguerreotypie der Sonne zu erstellen, was für diese Zeit einen außerordentlich wichtigen Beitrag zur weiteren Astrofotografie darstellte. Im Jahr 1851 führte er das nach ihm benannte Foucaultsche Pendel der Öffentlichkeit vor. Nach mehreren Versuchen in der Pariser Sternwarte befestigte er in der Kuppel des Pantheons in Paris ein 67 Meter langes Seil mit einem Gewicht von 28 kg. Unter der Pendelspitze markierte er auf dem Fußboden den Stand in Ruhe. Da aber ein Pendel, so seine Überlegungen, die Schwingungsebene beibehält, verändert sich auf Grund der Erdrotation der Stand des Pendels über der Markierung. Das Ergebnis trat bereits nach wenigen Minuten des Versuchs sichtbar ein. Die Präsentation dieses allerdings schon einmal im Jahr 1661 von Vincenzo Viviani durchgeführten Experimentes veranschaulichte die Erdrotation.
In den Jahren 1850–1851 gelang ihm mit Hilfe der von ihm entwickelten Drehspiegelmethode eine sehr genaue Messung der Lichtgeschwindigkeit, die er auf 298.000 km/s bestimmte – damit um fünf Prozent niedriger als das Ergebnis Hippolyte Fizeaus im Jahr 1849. Er verwendete dabei einen Drehspiegel, der dem von Sir Charles Wheatstone ähnelte. Bei seiner Versuchsanordnung ließ er ein dünnes Lichtbündel auf einen schnell rotierenden Spiegel treffen, wobei das Licht dabei um einen bestimmten Winkel abgelenkt wurde. Daraus berechnete Foucault dann die Lichtgeschwindigkeit. Außerdem bewies er 1853, ebenfalls mit der Drehspiegelmethode, dass die Lichtgeschwindigkeit in Wasser niedriger als in Luft ist, womit gleichzeitig die Hypothese von der Wellennatur des Lichtes bestätigt wurde. In der Optik wird das von ihm entwickelte Foucaultsche Schneidenverfahren zur Prüfung optischer Flächen oder ganzer optischer Systeme noch heute verwendet.
Weiter untersuchte Foucault Wirbelströme in Metallen, wofür er im Jahr 1855 die Copley-Medaille erhielt. Im gleichen Jahr wurde er Mitarbeiter der Pariser Sternwarte. Er entwickelte ein leistungsfähiges Spiegelteleskop und, basierend auf Johann Gottlieb Friedrich von Bohnenbergers Gyroskop von 1810, in den Jahren 1851–1852 den Kreiselkompass.
Im Jahr 1862 veröffentlichte er verschiedene Ergebnisse seiner mehrjährigen Untersuchungen. Er wurde 1865 in die französische Akademie der Wissenschaften aufgenommen.

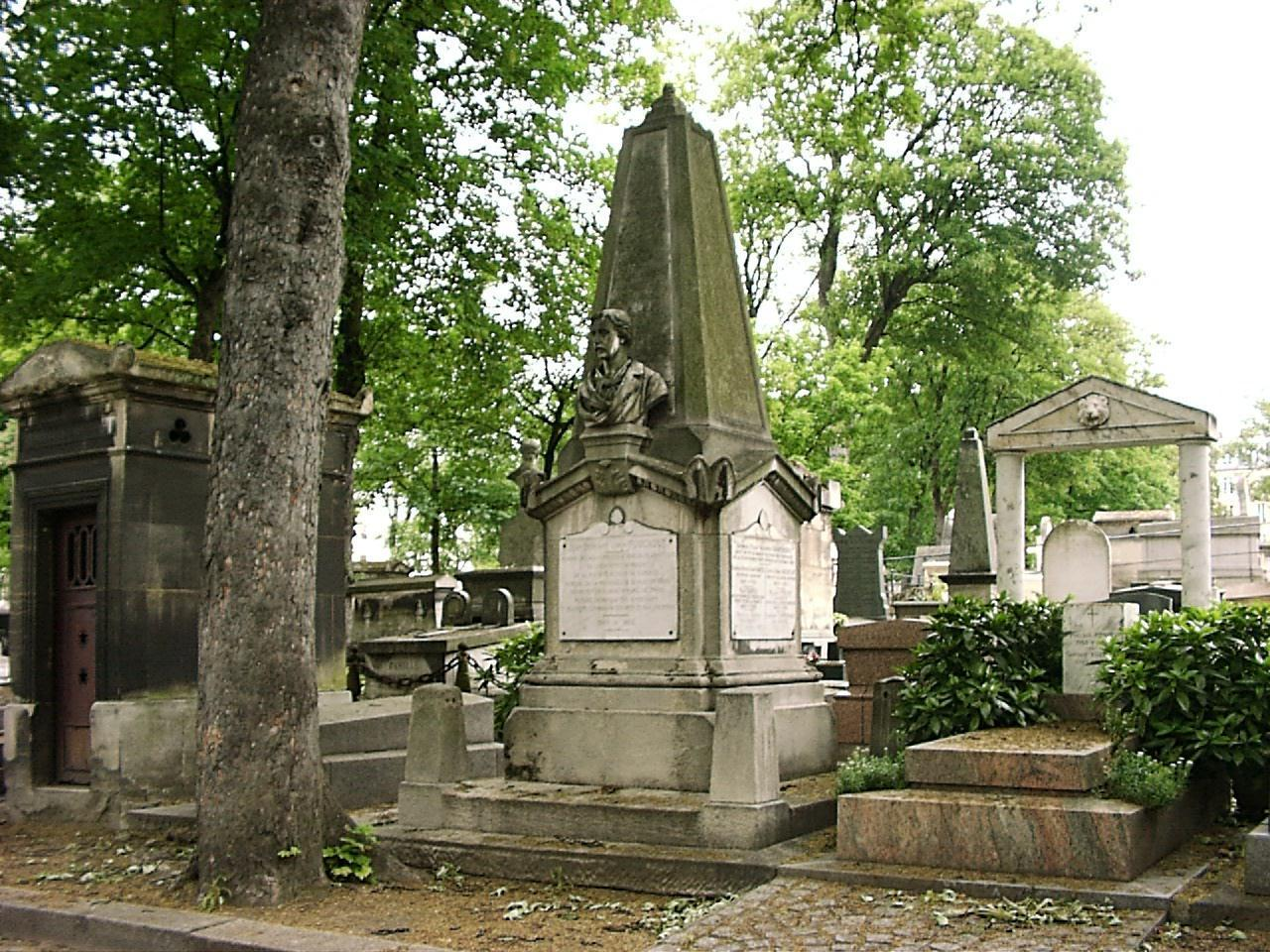
Grab von Jean Bernard Léon Foucault auf dem Friedhof Montmartre

Mit 48 Jahren erlitt Foucault eine schwere Erkrankung, von der er zuerst im Oktober 1867 Taubheit in den Händen verspürte. Sie schritt rasch fort, bis er, fast blind und stumm, am 11. Februar 1868 in Paris verstarb. Die genaue Todesursache ist unklar, wobei von einem rasch fortschreitenden Fall von multipler Sklerose, einem Schlaganfall oder auch Nachwirkungen seiner langjährigen Experimente mit Chemikalien, vor allem Quecksilber, ausgegangen wird.
Er ist zusammen mit 71 weiteren Wissenschaftlern namentlich auf dem Eiffelturm verewigt (Die 72 Namen auf dem Eiffelturm).

## Wirkung und Ehrungen
- 1855: Träger der Copley-Medaille

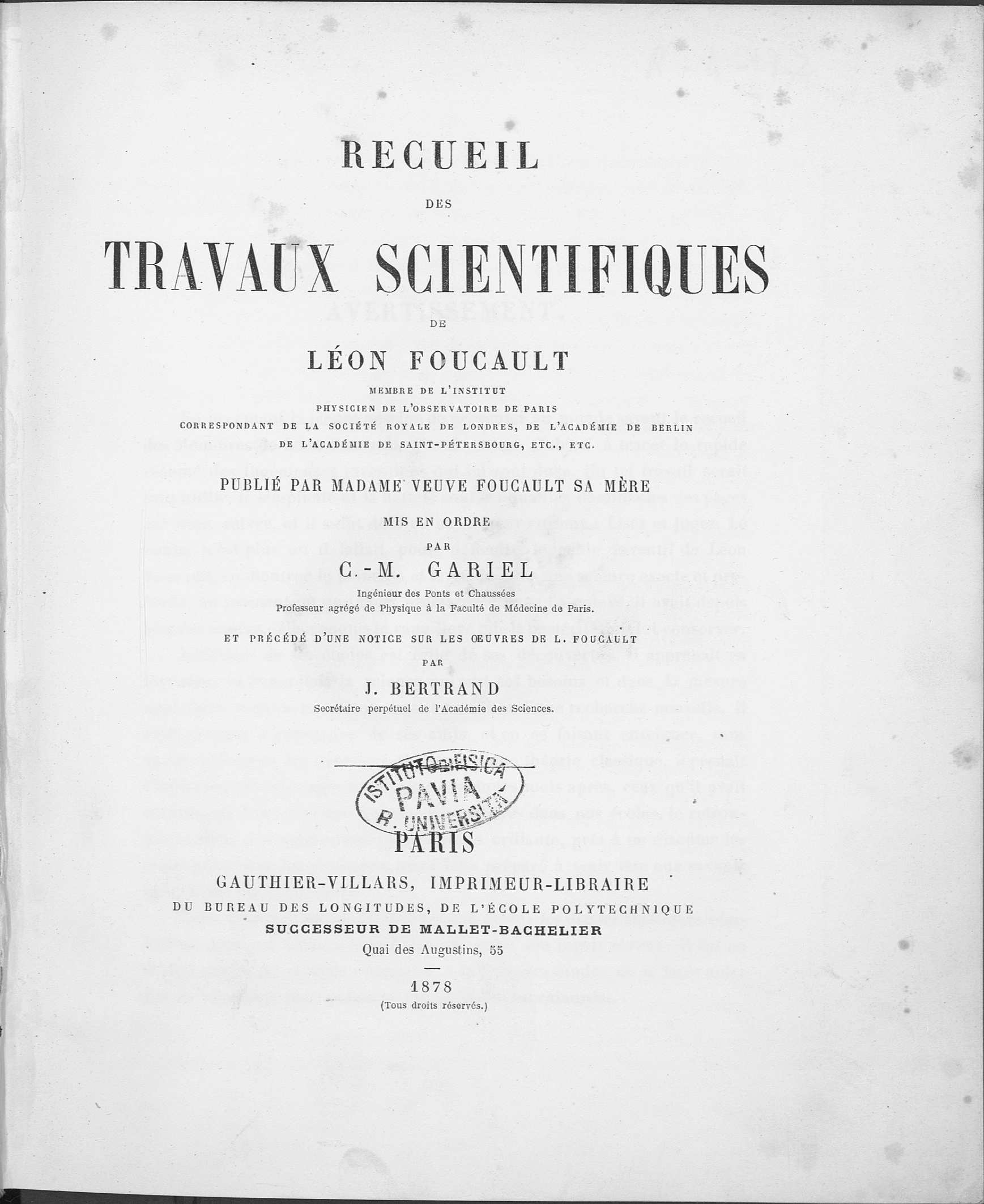
Recueil des travaux scientifiques de Léon Foucault, 1878

- 1860: Auswärtiges korrespondierendes Mitglied der Kaiserlich-Russischen Akademie der Wissenschaften in St. Petersburg
- 1862: Mitglied des Präsidiums des Bureau des Longitudes in Paris
- 1862: Träger des Verdienstordens Ehrenlegion (Offizier)
- 1864: Auswärtiges Mitglied der Royal Society in London
- 1864: Ehrenmitglied (Honorary Fellow) der Royal Society of Edinburgh
- 1865: Mitglied der Académie des sciences
- 1865: Korrespondierendes Mitglied der Preußischen Akademie der Wissenschaften[2]
- Foucault und sein Pendel spielen eine wichtige Rolle im Roman Das Foucaultsche Pendel von Umberto Eco
- Nach  Pierre Bouguer und Foucault wurde das Bouguer-Foucault Photometer benannt[3]
- Nach Paul Glan und Foucault wurde das Glan-Foucault-Prisma benannt
- Nach Foucault wurde das U-Boot Foucault der Brumaire-Klasse benannt
- Er ist namentlich auf dem Eiffelturm (Südostseite) verewigt, siehe: Die 72 Namen auf dem Eiffelturm
- 1935 wurde der Foucaultkrater nach ihm benannt
- 1997 wurde der Asteroid (5668) Foucault nach ihm benannt
- Straßennamen Rue Foucault in 16. Arrondissement (Paris), Clichy und Québec
- Léon-Foucault-Gymnasium, Hoyerswerda
- Zu dem Foucaultschen Pendel in Münster, das in der dortigen Dominikanerkirche seit dem 17. Juni 2018 zu besichtigen ist, hat der Maler und Bildhauer Gerhard Richter (geb. 1932) sein Kunstwerk Zwei Graue Doppelspiegel für ein Pendel geschaffen.